# Three Who Paid
Three Who Paid er en amerikansk stumfilm fra 1923 af Colin Campbell.

## Medvirkende
- Dustin Farnum som Riley Sinclair
- Bessie Love som Virginia Cartright / John Caspar
- Fred Kohler som Jim Quade
- Frank Campeau som Ed Sanderson
- Robert Daly som Sam Lowrie
- William Conklin som Jude Cartright
- Robert Agnew som Hal Sinclair